# Щербаченя, Станислав Григорьевич
Станислав Григорьевич Щербаченя (род. 5 марта 1985, Бобруйск, Могилёвская область) — белорусский гребец. Мастер спорта международного класса по академической гребле. Чемпион мира среди молодежи 2005, 2006, 2007 годов, чемпион мира 2012 года.

## Биография
Серебряный призёр Чемпионата мира среди юниоров 2001 года в распашной четверке. На Чемпионате мира среди юниоров 2002 года в распашной двойке с Виталием Белым и в 2003 году в парной четверке занял четвёртое место.
Принимал участие в летних Олимпийских играх 2004 года в Афинах, где в парной четверке занял шестое место.
Чемпион мира среди молодежи 2005 года в парной четверке. На Чемпионате мира в том же году в парной четверке занял лишь 12-е место.
Чемпион мира среди молодежи 2006 года в парной двойке с Денисом Мигаль. На Чемпионате мира в том же году в парной четверке занял лишь 11-е место.
Бронзовый призёр Чемпионата Европы 2007 года в парной четверке. В том же году на Чемпионате мира в парной двойке с Денисом Мигаль занял 5-е место. Чемпион мира среди молодежи 2007 года в парной двойке с Денисом Мигаль.
На Чемпионате Европы 2008 года в парной двойке с Денисом Мигаль занял 9-е место. Принимал участие в летних Олимпийских играх 2008 года в Пекине, где в парной двойке с Денисом Мигаль занял 7-е место.
Серебряный призёр Чемпионата Европы 2009 года в парной четверке. На Чемпионате мира в том же году в парной двойке с Денисом Мигаль занял лишь 14-е место. На Чемпионате Европы 2010 года в парной двойке с Денисом Мигаль занял 12-е место.
Серебряный призёр Чемпионата Европы 2011 года в распашной четверке. В том же году на Чемпионате мира в распашной четверке занял 9-е место.
На Чемпионате Европы 2012 года в распашной четверке занял 5-е место. В том же году стал чемпионом мира в двойке с рулевым с Александром Казубовским и Петром Петринич. Принимал участие в летних Олимпийских играх 2012 года в Лондоне, где в распашной четверке занял 7-е место.
На Чемпионате мира 2013 года в распашной четверке занял 7-е место. На Чемпионате Европы в том же году в восьмерке с рулевым занял 5-е место.
На Чемпионате Европы 2014 года в одиночке занял 4-е место. В том же году на Чемпионате мира в одиночке занял 7-е место.
На Чемпионатах Европы и мира 2015 года в одиночке занял 7-е места.
На Чемпионате Европы 2016 года в одиночке занял 5-е место.